# Hordville
Hordville ist ein Dorf (Village) im Hamilton County im Süden von Nebraska, Vereinigte Staaten. Das U.S. Census Bureau hat bei der Volkszählung 2020 eine Einwohnerzahl von 131 ermittelt.

## Geografie
Das Dorf Hordville befindet sich ganz im Norden des Countys. Die nächstgelegenen größeren Städte sind Grand Island (42 km westlich) und Lincoln (115 km östlich).

## Geschichte
Der Ort wurde 1906 offiziell eingetragen, als die Union Pacific Railroad ihr Streckennetz hierher ausbaute. Benannt ist es nach dem Landwirt T. B. Hord. Ein Jahr später eröffnete ein Postamt.

## Verkehr
Der Ort ist über den Nebraska Highway 66 zu erreichen, der im Süden am Ort vorbeiführt.
Der nächstgelegene Flugplatz ist der Aurora Municipal Airport.